# B. Takács Sára
B. Takács Sára (asszonyneve: Bakkné; Székkutas, 1922. január 31. – Székelyudvarhely, 2010. június 21.) magyar orvos, emlékíró, Bakk Elek (1899-1972) felesége.

## Életútja, munkássága
Középiskoláit Hódmezővásárhelyen a református leánygimnáziumban végezte (1939). Egyetemi tanulmányait Szegeden, a Ferenc József Tudományegyetem Orvosi Karán kezdte 1939-ben, 1943–44-ben a budapesti egyetem orvosi fakultásán folytatta, végül oklevelet a Marosvásárhelyi Orvosi és Gyógyszerészeti Egyetemen (OGYI) kapott 1949-ben; főorvosi vizsgát 1959-ben tett. Székelyudvarhelyen sebész, 1955-től fül–orr–gége szakorvos, egészen 1977-es nyugdíjazásáig.
Székelyudvarhelyen férje oldalán bekapcsolódott a város közművelődési életébe: otthonuk évtizedeken át írók, művészek találkozóhelye volt. Számos hagyományőrző rendezvény és emlékhely létrehozása fűződik nevükhöz, többek között Tamási Áron farkaslaki sírhelye és az író emlékére állított, Szervátiusz Jenő és Szervátiusz Tibor által faragott „tonnás hegyibeszéd” (Sütő András) megvalósítása. Kezdeményező szerepet játszott Tamási Gáspár Vadon nőtt gyöngyvirágának megszületésében.
Orvosi tárgyú írásait a Pediatriában és az Orvosi Szemlében közölte. Tamási Áronnal és családjával való több évtizedes kapcsolatát is részletező könyve Bakk Takács Sára néven az író születésének 100. évfordulójára jelent meg (Hazulról haza: Székelyudvarhelyről Székkutasra. Székelyudvarhely, 1997; újbóli kiadása Kolozsvár, 2009).